# شریا شامرا
شریا شامرا (تلگویی: శ్రియా శర్మ؛ زادهٔ ۹ آوریل ۱۹۹۷) یک هنرپیشه و مدل اهل هند است. وی از سال ۲۰۰۱ میلادی تاکنون مشغول فعالیت بوده‌است.
از فیلم‌ها یا مجموعه‌های تلویزیونی که وی در آن‌ها نقش داشته‌است می‌توان به روبنده‌ام رنگی شده، کمی عشق، کمی جادو، روبات، ناک اوت، تجاوز، سر و صدا، عشق گذشته، دلم یه جایی رفته و تو بهار طلایی من هستی اشاره نمود.